# Shinya Hashimoto
Shinya Hashimoto (橋本 真也 Hashimoto Shinya?) (3 de julio de 1965 - 11 de julio de 2005) fue un luchador profesional japonés, famoso por su larga carrera en New Japan Pro Wrestling y Pro Wrestling ZERO1.
Junto con Keiji Muto y Masahiro Chono, Hashimoto fue uno de los miembros más importantes de NJPW en la década de 1990, y es el único, junto con Muto, en haber conseguido el NWA World Heavyweight Championship, el AJPW Triple Crown Championship y el IWGP Heavyweight Championship. Shinya es muchas veces comparado con Toshiaki Kawada, siendo ambos conocidos por sus duros golpes y patadas y por sus violentos combates. Por todo ello, Hashimoto llegó a ser en su día uno de los luchadores profesionales más famosos de Japón, considerado uno de los mejores del "Strong Style" al lado de Antonio Inoki.

## Carrera
Después de haber tenido entrenamiento en judo y kárate, Shinya consiguió un contrato con New Japan Pro Wrestling, la mayor empresa de lucha libre profesional del momento, y entró en su dōjō con 19 años.

### New Japan Pro Wrestling (1984-2000)
Shinya tuvo su lucha de debut en New Japan Pro Wrestling el 1 de septiembre de 1984, luchando contra Tatsutoshi Goto, y aunque Hashimoto perdió, mostró una gran cantidad de potencial. Durante sus primeros meses, Hashimoto luchó en combates de nivel bajo, casi siempre contra Keiji Muto y Masahiro Chono, con quienes tendría una gran amistad después de haber entrenado juntos en el dōjō de la promoción. Como todos los principiantes, Shinya participó en la Young Lion Cup 1987, pero fue derrotado en la final por Chono. Pocos meses después del torneo, Hashimoto, Muto y Chono fueron enviados al extranjero para entrenar, pasando por Canadá, Estados Unidos y Puerto Rico. Durante su estancia en Estados Unidos, donde usaba el nombre artístico de Hashif Khan (ハシフ・カーン Hashifu Kān?), Shinya visitó el museo de Elvis Presley en Memphis e instantáneamente se convirtió en un fan del cantante, empezando a usar trajes brillantes similares a los suyos en sus presentaciones y dejándose patillas como él. Al mismo tiempo, los tres japoneses formaron un stable llamado "Tokon Sanjushi" (闘魂三銃士 Tōkon Sanjūshi?, "Los Tres Mosqueteros del Espíritu de Lucha"), que sería recordado tanto por las alianzas como por las rivalidades entre sus miembros. Mientras que Muto compitió mayormente en Estados Unidos, Hashimoto y Chono realizaron apariciones en Japón durante ese tiempo, haciendo equipo con Tatsumi Fujinami para Japan Cup Elimination Tag League, en cuya final fueron eliminados por Antonio Inoki, Kantaro Hoshino & Riki Choshu.
En 1989, Tokon Sanjushi volvió a Japón a tiempo completo. Hashimoto, que había ganado abundante peso y masa corporal durante su entrenamiento en Estados Unidos, se destacó pronto por su energía y espíritu en el ring, lo que le brindó el apodo de "Hakai Ō" (破壊王 Hakai Ō?, "Rey de la Destrucción") por el comentarista Tetsu Watanabe. De entre todos los miembros de New Japan de la época, Hashimoto era el único peso superpesado de origen japonés, ya que todos los demás -Big Van Vader, Scott Norton y Tony Halme- eran gaijins, y esto le ayudó a destacar entre sus compañeros nativos, sobre todo debido a que, a pesar de tener un físico orondo, Hashimoto era capaz de luchar con sorprendente agilidad y técnica. Por todo ello, Shinya se perfiló como un face inmensamente popular, condición que conservaría el resto de su carrera.

### Pro Wrestling ZERO-ONE (2001-2005)
En 2001, tras salir de New Japan, Hashimoto fundó Pro Wrestling ZERO-ONE, en la que Naoya Ogawa y él se convertirían en las mayores estrellas, formando un equipo llamado "OH Gun". Shinya luchó en ella hasta su fallecimiento en 2005.

## Fallecimiento
El 11 de julio de 2005, se dio la noticia de la muerte de Hashimoto, causada por un aneurisma cerebral. Shinya fue declarado muerto a las 10:36 a. m. en ruta al hospital. Su hermana, Masanari, comunicó que Hashimoto se había estado quejando de dolores en el pecho la semana anterior, pero no le había dado importancia y no había contactado con su médico.

## En lucha
- Movimientos finales
  - Jumping DDT[1][3]
  - Vertical drop brainbuster[1][2][3]
  - Triangle choke[1][2]

- Movimientos de firma
  - Ankle lock[4]
  - Cross armbar[5]
  - Diving double foot stomp
  - Figure four leglock[6]
  - Hara gatame
  - Harai goshi
  - Jumping elbow drop,[4] a veces desde una posición elevada
  - Kimura lock[7]
  - Knee strike[6]
  - Knife-edge chop[6]
  - Osoto otoshi
  - Rolling fireman's carry slam
  - Running leg drop
  - Spinning backfist[1]
  - Spinning legsweep[6]
  - Throat thrust
  - Tsubame gaeshi
  - Varios tipos de DDT:
    - Elevated
    - Fisherman
    - Inverted
    - Snap[2]
    - Vertical drop

  - Varios tipos de kick:
    - Big boot
    - Drop,[4] a veces desde una posición elevada
    - Enzuigiri[1]
    - Front[6]
    - High-angle spinning heel
    - Múltiples stiff roundhouse a las piernas del oponente[7]
    - Roundhouse a la cabeza del oponente[8]
    - Shoot al pecho del oponente[3]
    - Spin[7]

  - Varios tipos de suplex:
    - Belly to belly
    - Bridging belly to back
    - Bridging German
    - Exploder
    - Vertical, a veces desde una posición elevada

- Mánagers
  - Tojo Yamamoto

- Apodos
  - "Hakai Ō" (破壊王 Hakai Ō?, "El Rey de la Destrucción")[2]
  - "HUSTLE King" (ハッスル・キング Hassuru Kingu?)[1]

## Campeonatos y logros
- All Japan Pro Wrestling
  - AJPW Triple Crown Heavyweight Championship (1 vez)

- National Wrestling Alliance
  - NWA World Heavyweight Championship (1 vez)
  - NWA Hall of Fame (clase de 2010)

- New Japan Pro Wrestling
  - IWGP Heavyweight Championship (3 veces)
  - IWGP Tag Team Championship (3 veces) - con Masa Saito (2) y Junji Hirata (1)
  - G-1 Climax (1998)
  - Kysuhu Cup (1990)
  - Super Grade Tag League II (1992) - con Riki Chōshū[9]
  - Super Grade Tag League VI (1996) - with Scott Norton[9]
  - Greatest Wrestlers (clase de 2010)[10]

- Pro Wrestling ZERO-ONE
  - NWA Intercontinental Tag Team Championship (3 veces) - con Naoya Ogawa (2) y Yoshiaki Fujiwara (1)

- Pro Wrestling Illustrated
  - Situado en el N°45 dentro de los mejores 500 luchadores de la historia - PWI Years, 2003[11]

- Wrestling Observer Newsletter
  - WON Hall of Fame (clase de 2000)

- Tokyo Sports Grand Prix
  - Luchador del año (1994)[12]
  - Espíritu de lucha (1993)[13]
  - Premio a la actuación (1989)[12]
  - Premio al triunfo del año (2005)[12]

- Nikkan Sports Grand Prix
  - Lucha del año (1996) contra Nobuhiko Takada el 27 de abril

## Filmografía
| Título                              | Papel          | Año  |
| Muscle Heat                         | Luchador n.º 1 | 2002 |
| Yeokdosan                           | Azumafuji      | 2004 |
| A! Ikkenya Puroresu                 | Kota Shishio   | 2004 |
| Sakigake!! Kuromati Kōkō: The Movie | Él mismo       | 2005 |